# Bubble Gum (NewJeans의 노래)
"Bubble Gum"은 대한민국의 걸그룹 NewJeans의 노래이다. 2024년 5월 24일 ADOR에서 이 그룹의 두 번째 싱글 음반 How Sweet (2024)의 B-사이드로 발매되었다. NewJeans는 2024년 4월 27일 유튜브에 뮤직 비디오를 공개하며 이 노래를 홍보하기 시작했다. 이 싱글 음반은 대한민국에서 1위로 데뷔했다.

## 배경
2022년 데뷔한 대한민국 걸그룹 NewJeans는 2023년 싱글 음반 OMG와 두 번째 익스텐디드 플레이 (EP) Get Up을 발매하며 세계적인 돌파구를 마련했다. 2023년 1월, NewJeans는 싱글 "Ditto"와 "OMG"로 처음으로 빌보드 핫 100에 진입했다. 대한민국에서 "Ditto"는 그해 가장 성공적인 노래가 되었으며, 써클 디지털 차트에서 기록적인 13주 동안 1위를 차지했고, 수많은 찬사를 받았고, K-pop 음악 산업에 브레이크비트 트렌드를 도입했다. 2023년 7월 발매된 Get Up은 NewJeans를 그해 가장A 두드러진 음악 그룹 중 하나로 국제적으로 확립시켰으며, 그룹의 첫 빌보드 200 진입 및 1위 음반이 되었고, 2백만 장 이상 판매되었으며, 여러 출판사로부터 2023년 최고의 음반 중 하나로 선정되었다.

## 음악과 가사
"Bubble Gum"은 영어와 한국어 가사가 모두 포함된 팝 및 R&B 트랙이다.

## 논란
영국 밴드 Shakatak은 NewJeans가 그들의 1982년 노래 "Easier Said Than Done"을 표절했다고 비난했다. 어도어는 "Bubble Gum"이 해당 노래의 구성을 불법적으로 사용하지 않았다고 주장하며 표절 의혹을 부인했으며, 이 문제에 대한 신뢰할 수 있는 분석 보고서를 요청했다. 이에 샤카탁은 "Bubble Gum"이 "Easier Said Than Done"과 동일한 리듬, 독특한 멜로디 훅, 유사한 일렉트릭 기타 및 베이스 사용을 공유하고 있으며, 나란히 비교했을 때 리듬이 실질적으로 동일하다고 강조하며 항의 서한을 제출했다. 어도어가 의혹을 부인한 다음 날, 샤카탁은 인스타그램에 "Bubble Gum"이 자신들의 노래를 표절했는지 여부를 판단하기 위해 음악학자를 고용했다고 게시했다. 어도어는 샤카탁의 서한을 받았으며, 샤카탁의 발행사인 Wise Music Group에 답변했고, 그들의 회신을 기다리고 있다고 밝혔다. 샤카탁의 발행사는 어도어, 하이브, 한국음악저작권협회에 서한을 보내 해당 노래의 사용을 중단하고 보상을 요구했다. 2025년 4월 기준으로 법적 분쟁에 대한 추가적인 진전은 없다.

## 발매 및 홍보
"Bubble Gum"의 뮤직 비디오는 2024년 4월 27일 공개되었다. 이 영상은 이영음이 감독했으며, 15시간 만에 6백만 회 이상의 조회수를 기록했다. 영상에서 멤버들은 다양한 배경에서 여름날을 즐기며, 거품을 불고, 우정 팔찌를 만들고, 풍선 동물을 만들고, 비눗방울과 구슬 놀이를 하는 모습이 담겨 있다. "Bubble Gum" 일본어 버전의 일부는 2024년 4월 8일 카오의 헤어 케어 브랜드 에센셜 광고에 등장하고 모닝 쇼 메자마시 8의 새로운 테마곡으로 사용되면서 공개되었다.
"Bubble Gum"은 이후 싱글 앨범 How Sweet에 동명의 노래와 함께 발매되었고, 이 앨범은 대한민국 써클 차트에서 1위로 데뷔했다.

## 상업적 성과
공식 발매에 앞서 "Bubble Gum"은 2024년 5월 11일자 차트에서 빌보드의 사우스 코리아 송 차트 15위, 빌보드 글로벌 Excl. US 차트 166위로 데뷔했다. 이 트랙은 또한 유튜브 코리아의 인기 뮤직 비디오 및 인기 노래 부문에서 1위를 차지했다.

## 차트
| 차트 (2024)                         | 최고 순위 |
| 30                                  |           |
| ----------------------------------- | --------- |
| 홍콩 (빌보드)                       | 4         |
| 40                                  |           |
| 일본 디지털 싱글 (오리콘)           | 18        |
| 일본 스트리밍 (오리콘)              | 41        |
| 말레이시아 (빌보드)                 | 24        |
| 말레이시아 국제 (RIM)               | 19        |
| 뉴질랜드 핫 싱글 (RMNZ)             | 5         |
| 싱가포르 (RIAS)                     | 11        |
| 대한민국 (써클)                     | 3         |
| 타이완 (빌보드)                     | 7         |
| 미국 월드 디지털 송 세일즈 (빌보드) | 6         |

| 차트 (2024)     | 순위 |
| --------------- | ---- |
| 대한민국 (써클) | 3    |

| 차트 (2024)     | 순위 |
| --------------- | ---- |
| 대한민국 (써클) | 33   |